# André Franco
André Filipe Russo Franco, noto semplicemente come André Franco (Lisbona, 12 aprile 1998), è un calciatore portoghese, centrocampista o attaccante del Chicago Fire, in prestito dal Porto.

## Caratteristiche tecniche
È una seconda punta.

## Carriera
Cresciuto nel settore giovanile dell'Estoril Praia, debutta in prima squadra il 3 agosto 2018 in occasione dell'incontro di Taça da Liga perso ai rigori contro il Paços Ferreira.
Il 4 agosto 2022 viene acquistato dal Porto.
Il 13 agosto 2025 viene ceduto in prestito al Chicago Fire, in Major League Soccer.

## Statistiche

### Presenze e reti nei club
Statistiche aggiornate al 31 luglio 2021.
| Stagione        | Squadra         | Campionato      | Campionato | Campionato | Coppe nazionali | Coppe nazionali | Coppe nazionali | Coppe continentali | Coppe continentali | Coppe continentali | Altre coppe | Altre coppe | Altre coppe | Totale | Totale |
| Stagione        | Squadra         | Comp            | Pres       | Reti       | Comp            | Pres            | Reti            | Comp               | Pres               | Reti               | Comp        | Pres        | Reti        | Pres   | Reti   |
| --------------- | --------------- | --------------- | ---------- | ---------- | --------------- | --------------- | --------------- | ------------------ | ------------------ | ------------------ | ----------- | ----------- | ----------- | ------ | ------ |
| 2019-2020       | Estoril Praia   | LdH             | 8          | 1          | CP+CdL          | 0+1             | 0               | -                  | -                  | -                  | -           | -           | -           | 9      | 1      |
| 2020-2021       | Estoril Praia   | LdH             | 20         | 1          | CP+CdL          | 2+1             | 0+1             | -                  | -                  | -                  | -           | -           | -           | 23     | 2      |
| 2021-2022       | Estoril Praia   | PL              | 4          | 1          | CP+CdL          | 0+2             | 0               | -                  | -                  | -                  | -           | -           | -           | 6      | 1      |
| Totale carriera | Totale carriera | Totale carriera | 32         | 3          |                 | 6               | 1               |                    | -                  | -                  |             | -           | -           | 38     | 4      |

## Palmarès
- Coppa del Portogallo: 2

Porto: 2022-2023, 2023-2024
- Supercoppa di Portogallo: 1

Porto: 2024